# 金聖愛
金 聖愛（キム・ソンエ、김성애、1924年12月29日 - 2014年）は、朝鮮民主主義人民共和国（北朝鮮）の初代最高指導者金日成の後妻である。後述の通り、脱北者団体によれば2014年8月下旬から9月上旬の間に死去したとされているが、詳細な日時や死因については明らかになっていない部分が多い。

## 略歴
金聖愛は1924年12月29日、日本統治時代の朝鮮平安南道にて農家の長女として生まれた。元の名は「金聖八（ソンパル）」であったという。北朝鮮成立後、朝鮮戦争の直前に朝鮮人民軍に入隊。その時金日成執務室の書記として仕事をした。執務室では日成の警護などを担当する安全部におり、副部長のタイピストであったという。軍の階級は特務大尉だった。間もなく日成の愛人となり、同居。日成の子供を身ごもったとも言われている。朝鮮戦争中、聖愛は故郷に戻り、日成は生活費を仕送りしていた。朝鮮戦争が終わると彼女は平壌に呼び戻された。日成の後妻に収まり、前妻金正淑の子である金正日・金敬姫とともに暮らした。聖愛はこの二人に対して、実の親のように振舞ったと言われる。
その後1954年に日成との間に金平一を産み、公式に日成夫人となった。次いで金英一、金慶真、金清一の合わせて三男一女（更に子がいたともいう）を儲けた。1969年1月、朝鮮労働党中央女性同盟委員長に就任し権力中枢に進出。1970年11月の朝鮮労働党第5回党大会において中央委員に選出、翌1971年には朝鮮民主女性同盟委員長となった。1970年代に入り組織の拡大とともに金聖愛は自らの地盤を固めると、自分の子供を日成の後継者にする為に正日と対立。また日成の弟である金英柱とも後継問題で対立した。しかし朝鮮労働党中央女性同盟による数々の越権行為や不正が明らかになったことから、1973年、聖愛は一切公式の場所に出ることを禁じられ、警告を受けるとともに慈江道江界市の慈母山の別荘へ送られ失脚した。また追随した人間は農村や鉱山に追放された。1974年2月に金正日が金日成の後継者として「推戴」されると、外交の記録などの公文書などから金聖愛の名前が削除され、「夫人」の二文字だけ残された。朝鮮労働党組織指導部の役職に就いていた平一も1979年に解任。外交官として国外赴任を命じられ、事実上権力中枢から追放された。
ところが1994年6月、突如公式の場に姿を見せ、海外メディアを驚かせる。同年3月に北朝鮮が国際原子力機関 (IAEA) を脱退し核査察拒否を表明した問題に際して、危機感を覚えたアメリカが政府特使として同年6月ジミー・カーター元大統領を派遣。カーターは金日成と会談したが、その場に聖愛も同席したのである。カーターは北朝鮮側から聖愛を「朝鮮労働党中央女性同盟委員長金聖愛同志」と紹介され、握手を交わしている。聖愛は両者の会談前まで夫である日成に秘書の如く付き従い、妻の立場で老齢の夫にあれこれ世話を焼くような様子を見せるなど、まさに夫婦として会話していたという。このため聖愛は失脚後もある程度日成と私生活を共にし、「朝鮮労働党中央女性同盟委員長」の肩書きの実態については全く不明ながら、「金日成夫人」の立場は維持していたものと見られる。カーターとの会談時、日成は元気に振る舞っていたと言われ、一方公式の場にあっても妻の手助けが必要な状態にまで衰えているとの見方もあった。この聖愛の突然の再登場劇は、平一の動向もからみ後継問題に関してにわかに様々な憶測を生んだが、結局聖愛の再登場以上のことは起こらず、権力構造にかかわる情勢変化が発生したことを示す動きはなかった。翌7月8日に日成が死去すると正日が権力を継承。聖愛は葬儀委員の名簿に名を連ねたものの、再び姿を見せなくなり、日成の葬儀にも参列しなかった。
以後公式の場に全く現れず、その動静も一切伝えられなかった。聖愛の存在を示す過去の記録は正日政権下においてすべて抹消された。平壌から地方の専用施設に移され、脱北者団体・NK知識人連帯などによれば、正日没後の2014年9月頃に慈江道江界市にて死去したという。北朝鮮当局からの発表や現地の報道は全くなかった。
2018年12月になってようやく、韓国の情報機関が金聖愛が既に死去していると認定し、以降に同国政府が作成する文書内では金聖愛を死亡者扱いすると報じられたものの、具体的な死亡年月日や死因については明らかにされておらず不透明な部分が多い。
平一ら子息の動向も判然としない点が多いが、いずれも北朝鮮の在外公館の役職を命じられ北朝鮮国内から遠ざけられていた。平一は、正日やその三男・金正恩から疎まれ、海外に追われたものの、2020年まで駐フィンランド大使・駐ポーランド大使、駐チェコ共和国大使に在任していた。英一も北朝鮮の在外公館に勤務していたが、2000年5月頃、ドイツの北朝鮮大使館在職中に肝硬変で没したという。金慶真は前オーストリア大使、金光燮の妻となり、長らくオーストリアに滞在していたが、2020年に夫の大使解任による帰国に伴い、本国に帰ったとみられる。

## 家族
- 夫：金日成
  - 子（金日成の四男）：金平一（1954年8月10日 - ）
    - 孫：金仁剛
    - 孫：金某（女子）

  - 子（金日成の五男）：金英一（1955年9月30日 - 2000年5月10日？）
    - 孫：金成剛

  - 子（金日成の六男）：金清一
  - 子（金日成の二女）：金慶真（1952年 - ）
  - 娘婿（金慶真の夫）：金光燮(1952年 - ）
  - 子（金日成の三女？）：金京一